# Simone Petersen
Simone Cathrine Petersen (* 28. August 1997 in Ringsted) ist eine dänische Handballspielerin, die für den dänischen Erstligisten Ikast Håndbold aufläuft.

## Karriere

### Im Verein
Petersen begann das Handballspielen in ihrem Geburtsort beim TMS Ringsted. Als die Rückraumspielerin die København Idrætsefterskole besucht hatte, lief sie zwei Jahre für BK Ydun auf. Später wechselte sie in die Jugendabteilung von FC Midtjylland Håndbold. Ihr Debüt für die Damenmannschaft gab sie am 23. November 2014 gegen die russische Mannschaft GK Kuban Krasnodar im Europapokal der Pokalsieger. In der Saison 2014/15 gewann sie mit FC Midtjylland die dänische Meisterschaft, den dänischen Pokal, den Europapokal der Pokalsieger, die dänische U18-Meisterschaft sowie den dänischen U18-Pokal.
Petersen lief ab dem Sommer 2017 für den Ligakonkurrenten Aarhus United auf. Zwei Jahre später schloss sie sich dem Bundesligisten TuS Metzingen an. Ein Jahr später wechselte sie zu ihrem ehemaligen Verein FC Midtjylland zurück, der sich zwischenzeitig in Herning-Ikast Håndbold umbenannt hatte. Im Jahr 2022 benannte sich ihr Verein erneut um, diesmal in Ikast Håndbold. Mit Ikast gewann sie 2023 die EHF European League.

### In der Nationalmannschaft
Simone Petersen lief anfangs für die dänische Jugend- sowie Juniorinnen-Nationalmannschaft auf. Bei der U-19-Europameisterschaft 2015 gewann sie mit der dänischen Auswahl die Goldmedaille. Am 18. März 2021 gab sie ihr Debüt für die dänische A-Nationalmannschaft. Bei der Weltmeisterschaft 2021 gewann sie die Bronzemedaille. Ein Jahr später unterlag sie mit Dänemark das Finale der Europameisterschaft gegen Norwegen. Petersen erzielte im gesamten Turnier zwölf Treffer. Bei der Weltmeisterschaft 2023 gewann sie erneut die Bronzemedaille. Petersen erzielte im Turnierverlauf fünf Treffer. Wenige Tage vor Beginn der Olympischen Spiele 2024 zog sie sich im Training eine schwere Fußverletzung zu, die eine Turnierteilnahme verhinderte.